# Championnat d'Espagne de football 2017-2018
Navigation
Édition précédente Édition suivante
La saison 2017-2018 est la 87e édition du championnat d'Espagne de football et la seconde sous l'appellation LaLiga Santander. Elle oppose les vingt meilleurs clubs d'Espagne en une série de trente-huit journées.
Le Real Madrid défend son titre face à 19 autres équipes dont 3 promus de deuxième division.
Six places qualificatives pour les compétitions européennes seront attribuées par le biais du championnat (4 places directes en Ligue des champions, 1 place directe en Ligue Europa et 1 au troisième tour de qualification). Une autre place qualificative pour la Ligue Europa sera garantie au vainqueur de la Coupe du Roi. Les trois derniers du championnat sont relégués en deuxième division.
Le FC Barcelone bat le record d'invincibilité détenu par la Real Sociedad depuis 1980. Le Barça est sacré champion d'Espagne le 29 avril 2018.

## Participants
| \| Alavés Athletic At. Madrid Barcelone Celta Deportivo Eibar Espanyol Girona Levante Leganés Málaga Betis Real Madrid Real Sociedad Séville Valence Villarreal Getafe Las Palmas \| Localisation des clubs engagés dans le championnat. |
| Alavés Athletic At. Madrid Barcelone Celta Deportivo Eibar Espanyol Girona Levante Leganés Málaga Betis Real Madrid Real Sociedad Séville Valence Villarreal Getafe Las Palmas                                                           |

Légende des couleurs
- Phase de groupes de la Ligue des champions 2017-2018
- Tour de barrages de la Ligue des champions 2017-2018
- Phase de groupes de la Ligue Europa 2017-2018
- Tour de barrages de la Ligue Europa 2017-2018
- Troisième tour de qualification de la Ligue Europa 2017-2018
- Promu de Segunda División 2016-2017

| Club                 | Se maintient depuis | Budget en M€ | Classement 2016-2017 | Entraîneur           | Depuis | Stade                    | Capacité théorique |
| -------------------- | ------------------- | ------------ | -------------------- | -------------------- | ------ | ------------------------ | ------------------ |
| Real Madrid          | 1928                | 690          | 1er                  | Zinédine Zidane      | 2016   | Santiago Bernabéu        | 81 044             |
| FC Barcelone         | 1928                | 897          | 2e                   | Ernesto Valverde     | 2017   | Camp Nou                 | 99 354             |
| Atlético de Madrid   | 2002                | 343          | 3e                   | Diego Simeone        | 2011   | Estadio Metropolitano    | 67 829             |
| Séville FC           | 2001                | 212          | 4e                   | Joaquín Caparrós     | 2018   | Ramón Sánchez Pizjuán    | 42 714             |
| Villarreal CF        | 2013                | 117          | 5e                   | Javier Calleja       | 2017   | La Cerámica              | 24 890             |
| Real Sociedad        | 2010                | 85           | 6e                   | Imanol Alguacil      | 2018   | Anoeta                   | 32 076             |
| Athletic Bilbao      | 1928                | 116          | 7e                   | José Ángel Ziganda   | 2017   | San Mamés                | 53 289             |
| Espanyol Barcelone   | 1994                | ?            | 8e                   | David Gallego        | 2018   | RCDE Stadium             | 40 500             |
| Deportivo Alavés     | 2016                | ?            | 9e                   | Abelardo Fernández   | 2017   | Mendizorroza             | 19 840             |
| SD Eibar             | 2014                | ?            | 10e                  | José Luis Mendilibar | 2015   | Ipurua                   | 7 083              |
| Málaga CF            | 2008                | ?            | 11e                  | José González        | 2018   | La Rosaleda              | 30 044             |
| Valence CF           | 1987                | 92           | 12e                  | Marcelino            | 2017   | Mestalla                 | 53 000             |
| Celta Vigo           | 2012                | ?            | 13e                  | Juan Carlos Unzué    | 2017   | Balaídos                 | 29 000             |
| UD Las Palmas        | 2015                | ?            | 14e                  | Paco Jémez           | 2017   | Gran Canaria             | 33 111             |
| Betis Séville        | 2015                | ?            | 15e                  | Quique Setién        | 2017   | Benito Villamarín        | 60 720             |
| Deportivo La Corogne | 2014                | ?            | 16e                  | Clarence Seedorf     | 2018   | El Riazor                | 34 600             |
| CD Leganés           | 2016                | 45           | 17e                  | Asier Garitano       | 2013   | Estadio Butarque         | 10 958             |
| Levante UD           | 2017                | ?            | 1er (SD)             | Paco López           | 2018   | Stade Ciutat de València | 25 354             |
| Girona FC            | 2017                | ?            | 2e (SD)              | Pablo Machín         | 2014   | Estadi Montilivi         | 13 500             |
| Getafe CF            | 2017                | ?            | 3e (SD)              | José Bordalás        | 2016   | Alfonso Pérez            | 17 393             |

### Changements d'entraîneur
| Club                 | Entraîneur partant     | Motif du départ | Date de départ    | Position   | Entraîneur arrivant | Date d'arrivée    |
| -------------------- | ---------------------- | --------------- | ----------------- | ---------- | ------------------- | ----------------- |
| FC Barcelone         | Luis Enrique           | Fin de contrat  | 29 mai 2017       | Pré-saison | Ernesto Valverde    | 29 mai 2017       |
| Las Palmas           | Quique Setién          | Fin de contrat  | 23 mai 2017       | Pré-saison | Manolo Márquez      | 3 juillet 2017    |
| Athletic Bilbao      | Ernesto Valverde       | Fin de contrat  | 23 mai 2017       | Pré-saison | José Ángel Ziganda  | 8 juin 2017       |
| Celta Vigo           | Eduardo Berizzo        | Fin de contrat  | 20 mai 2017       | Pré-saison | Juan Carlos Unzué   | 28 mai 2017       |
| Real Betis           | Víctor Sánchez del Amo | Fin de contrat  | 19 mai 2017       | Pré-saison | Quique Setién       | 26 mai 2017       |
| Séville FC           | Jorge Sampaoli         | Fin de contrat  | 19 mai 2017       | Pré-saison | Eduardo Berizzo     | 8 juin 2017       |
| Deportivo Alavés     | Mauricio Pellegrino    | Fin de contrat  | 29 mai 2017       | Pré-saison | Luis Zubeldía       | 17 juin 2017      |
| Deportivo Alavés     | Luis Zubeldía          | Limogé          | 17 septembre 2017 | 20e        | Gianni De Biasi     | 22 septembre 2017 |
| Villarreal           | Fran Escribá           | Limogé          | 25 septembre 2017 | 14e        | Javier Calleja      | 25 septembre 2017 |
| UD Las Palmas        | Manolo Márquez         | Démission       | 26 septembre 2017 | 15e        | Pako Ayestarán      | 27 septembre 2017 |
| Deportivo La Corogne | Pepe Mel               | Limogé          | 24 octobre 2017   | 17e        | Cristóbal Parralo   | 24 octobre 2017   |
| Deportivo Alavés     | Gianni De Biasi        | Limogé          | 27 novembre 2017  | 20e        | Abelardo Fernández  | 1er décembre 2017 |
| Las Palmas           | Pako Ayestarán         | Limogé          | 30 novembre 2017  | 19e        | Paco Jémez          | 21 décembre 2017  |
| Séville FC           | Eduardo Berizzo        | Limogé          | 22 décembre 2017  | 5e         | Vincenzo Montella   | 28 décembre 2017  |
| Málaga CF            | Míchel                 | Limogé          | 13 janvier 2018   | 19e        | José González       | 13 janvier 2018   |
| Deportivo La Corogne | Cristóbal Parralo      | Limogé          | 4 février 2018    | 18e        | Clarence Seedorf    | 5 février 2018    |
| Levante UD           | Juan Ramón López Muñiz | Limogé          | 4 mars 2018       | 17e        | Paco López          | 4 mars 2018       |
| Real Sociedad        | Eusebio Sacristán      | Limogé          | 18 mars 2018      | 15e        | Imanol Alguacil     | 18 mars 2018      |
| Espanyol Barcelone   | Quique Sánchez Flores  | Limogé          | 20 avril 2018     | 16e        | David Gallego       | 20 avril 2018     |
| Séville FC           | Vincenzo Montella      | Limogé          | 28 avril 2018     | 7e         | Joaquín Caparrós    | 28 avril 2018     |

## Classement
Le classement est établi sur le barème de points classique (victoire à 3 points, match nul à 1, défaite à 0).
Pour départager les égalités, on tient d'abord compte des points en confrontations directes, puis de la différence de buts en confrontations directes, puis de la différence de buts générale, puis du nombre de buts marqués et enfin du nombre de points de Fair-Play.
| Rang | Équipe                   | Pts | J  | G  | N  | P  | Bp | Bc | Diff |
| ---- | ------------------------ | --- | -- | -- | -- | -- | -- | -- | ---- |
| 1    | FC Barcelone C           | 93  | 38 | 28 | 9  | 1  | 99 | 29 | +70  |
| 2    | Atlético de Madrid C3    | 79  | 38 | 23 | 10 | 5  | 58 | 22 | +36  |
| 3    | Real Madrid T C1 SU S MC | 76  | 38 | 22 | 10 | 6  | 94 | 44 | +50  |
| 4    | Valence CF               | 73  | 38 | 22 | 7  | 9  | 65 | 38 | +27  |
| 5    | Villarreal CF            | 61  | 38 | 18 | 7  | 13 | 57 | 50 | +7   |
| 6    | Betis Séville            | 60  | 38 | 18 | 6  | 14 | 60 | 61 | -1   |
| 7    | Séville FC               | 58  | 38 | 17 | 7  | 14 | 49 | 58 | -9   |
| 8    | Getafe CF P              | 55  | 38 | 15 | 10 | 13 | 42 | 33 | +9   |
| 9    | SD Eibar                 | 51  | 38 | 14 | 9  | 15 | 44 | 50 | -6   |
| 10   | Girona FC P              | 51  | 38 | 14 | 9  | 15 | 50 | 59 | -9   |
| 11   | Espanyol Barcelone       | 49  | 38 | 12 | 13 | 13 | 36 | 42 | -6   |
| 12   | Real Sociedad            | 49  | 38 | 14 | 7  | 17 | 66 | 59 | +7   |
| 13   | Celta Vigo               | 49  | 38 | 13 | 10 | 15 | 59 | 60 | -1   |
| 14   | Deportivo Alavés         | 47  | 38 | 15 | 2  | 21 | 40 | 50 | -10  |
| 15   | Levante UD P             | 46  | 38 | 11 | 13 | 14 | 44 | 58 | -14  |
| 16   | Athletic Bilbao          | 43  | 38 | 10 | 13 | 15 | 41 | 49 | -8   |
| 17   | CD Leganés               | 43  | 38 | 12 | 7  | 19 | 34 | 51 | -17  |
| 18   | Deportivo La Corogne     | 29  | 38 | 6  | 11 | 21 | 38 | 76 | -38  |
| 19   | UD Las Palmas            | 22  | 38 | 5  | 7  | 26 | 24 | 74 | -50  |
| 20   | Málaga CF                | 20  | 38 | 5  | 5  | 28 | 24 | 61 | -37  |

Qualifications européennes
Ligue des champions 2018-2019
- 1er 2e 3e et 4e : phase de groupes

Ligue Europa 2018-2019
- 5e et 6e : phase de groupes
- 7e  : 2e tour de qualification

Relégation
- 18e, 19e et 20e : relégation en Liga 2

Abréviations
- T : Tenant du titre
- C : Vainqueur de la Coupe du Roi 2017-2018
- S : Vainqueur de la Supercoupe d'Espagne 2017
- SU : Vainqueur de la Supercoupe de l'UEFA 2017
- MC : Vainqueur du Mondial des clubs 2017
- C3 : Vainqueur de la Ligue Europa 2017-2018
- C1 : Vainqueur de la Ligue des champions 2017-2018
- P : Promus de Liga 2

### Domicile et extérieur
| Rang | Équipe               | Pts | J  | G  | N | P  | Bp | Bc | Diff |
| ---- | -------------------- | --- | -- | -- | - | -- | -- | -- | ---- |
| 1    | FC Barcelone         | 51  | 19 | 16 | 3 | 0  | 53 | 11 | +42  |
| 2    | Atlético de Madrid   | 42  | 19 | 12 | 6 | 1  | 30 | 8  | +22  |
| 3    | Valence CF           | 42  | 19 | 13 | 3 | 3  | 36 | 16 | +20  |
| 4    | Real Madrid          | 40  | 19 | 12 | 4 | 3  | 54 | 20 | +34  |
| 5    | Séville FC           | 38  | 19 | 11 | 5 | 3  | 31 | 22 | +9   |
| 6    | Villarreal CF        | 36  | 19 | 11 | 3 | 5  | 35 | 22 | +13  |
| 7    | Betis Séville        | 34  | 19 | 10 | 4 | 5  | 35 | 31 | +4   |
| 8    | Real Sociedad        | 33  | 19 | 10 | 3 | 6  | 47 | 29 | +18  |
| 9    | Celta Vigo           | 32  | 19 | 8  | 8 | 3  | 34 | 23 | +11  |
| 10   | Getafe CF            | 31  | 19 | 9  | 4 | 6  | 26 | 13 | +13  |
| 11   | CD Leganés           | 31  | 19 | 9  | 4 | 6  | 19 | 19 | 0    |
| 12   | Espanyol Barcelone   | 30  | 19 | 8  | 6 | 5  | 20 | 16 | +4   |
| 13   | SD Eibar             | 28  | 19 | 8  | 4 | 7  | 26 | 19 | +7   |
| 14   | Deportivo Alavés     | 28  | 19 | 9  | 1 | 9  | 21 | 23 | -2   |
| 15   | Girona FC            | 27  | 19 | 8  | 3 | 8  | 26 | 22 | +4   |
| 16   | Levante UD           | 27  | 19 | 7  | 6 | 6  | 25 | 28 | -3   |
| 17   | Athletic Bilbao      | 26  | 19 | 6  | 8 | 5  | 19 | 16 | +3   |
| 18   | Deportivo La Corogne | 18  | 19 | 4  | 6 | 9  | 22 | 33 | -11  |
| 19   | Málaga CF            | 15  | 19 | 4  | 3 | 12 | 14 | 27 | -13  |
| 20   | UD Las Palmas        | 14  | 19 | 4  | 2 | 13 | 15 | 38 | -23  |

| Rang | Équipe               | Pts | J  | G  | N | P  | Bp | Bc | Diff |
| ---- | -------------------- | --- | -- | -- | - | -- | -- | -- | ---- |
| 1    | FC Barcelone         | 42  | 19 | 12 | 6 | 1  | 46 | 18 | +28  |
| 2    | Atlético de Madrid   | 37  | 19 | 11 | 4 | 4  | 28 | 14 | +14  |
| 3    | Real Madrid          | 36  | 19 | 10 | 6 | 3  | 40 | 24 | +16  |
| 4    | Valence CF           | 31  | 19 | 9  | 4 | 6  | 29 | 22 | +7   |
| 5    | Betis Séville        | 26  | 19 | 8  | 2 | 9  | 25 | 30 | -5   |
| 6    | Villarreal CF        | 25  | 19 | 7  | 4 | 8  | 22 | 28 | -6   |
| 7    | Getafe CF            | 24  | 19 | 6  | 6 | 7  | 16 | 20 | -4   |
| 8    | Girona FC            | 24  | 19 | 6  | 6 | 7  | 24 | 37 | -13  |
| 9    | SD Eibar             | 23  | 19 | 6  | 5 | 8  | 18 | 31 | -13  |
| 10   | Séville FC           | 20  | 19 | 6  | 2 | 11 | 18 | 36 | -18  |
| 11   | Deportivo Alavés     | 19  | 19 | 6  | 1 | 12 | 19 | 27 | -8   |
| 12   | Espanyol Barcelone   | 19  | 19 | 4  | 7 | 8  | 16 | 26 | -10  |
| 13   | Levante UD           | 19  | 19 | 4  | 7 | 8  | 19 | 30 | -11  |
| 14   | Athletic Bilbao      | 17  | 19 | 4  | 5 | 10 | 22 | 33 | -11  |
| 15   | Celta Vigo           | 17  | 19 | 5  | 2 | 12 | 25 | 37 | -12  |
| 16   | Real Sociedad        | 16  | 19 | 4  | 4 | 11 | 19 | 30 | -11  |
| 17   | CD Leganés           | 12  | 19 | 3  | 3 | 13 | 15 | 32 | -17  |
| 18   | Deportivo La Corogne | 11  | 19 | 2  | 5 | 12 | 16 | 43 | -27  |
| 19   | UD Las Palmas        | 8   | 19 | 1  | 5 | 13 | 9  | 36 | -27  |
| 20   | Málaga CF            | 5   | 19 | 1  | 2 | 16 | 10 | 34 | -24  |

### Matchs
| Résultats (▼dom., ►ext.)                                   | ALA | ATH | ATM | BAR | BET | CEL | DEP | EIB | ESP | GIR | GET | LAS | LEG | LEV | MAL | RMA | SEV | SOC | VAL | VIL |
| Deportivo Alavés                                           |     | 3-1 | 0-1 | 0-2 | 1-3 | 2-1 | 1-0 | 1-2 | 1-0 | 1-2 | 2-0 | 2-0 | 2-2 | 1-0 | 1-0 | 1-2 | 1-0 | 0-2 | 1-2 | 0-3 |
| Athletic Bilbao                                            | 2-0 |     | 1-2 | 0-2 | 2-0 | 1-1 | 2-3 | 1-1 | 0-1 | 2-0 | 0-0 | 0-0 | 2-0 | 1-3 | 2-1 | 0-0 | 1-0 | 0-0 | 1-1 | 1-1 |
| Atlético de Madrid                                         | 1-0 | 2-0 |     | 1-1 | 0-0 | 3-0 | 1-0 | 2-2 | 0-2 | 1-1 | 2-0 | 3-0 | 4-0 | 3-0 | 1-0 | 0-0 | 2-0 | 2-1 | 1-0 | 1-1 |
| FC Barcelone                                               | 2-1 | 2-0 | 1-0 |     | 2-0 | 2-2 | 4-0 | 6-1 | 5-0 | 6-1 | 0-0 | 3-0 | 3-1 | 3-0 | 2-0 | 2-2 | 2-1 | 1-0 | 2-1 | 5-1 |
| Betis Séville                                              | 2-0 | 0-2 | 0-1 | 0-5 |     | 2-1 | 2-1 | 2-0 | 3-0 | 2-2 | 2-2 | 1-0 | 3-2 | 4-0 | 2-1 | 3-5 | 2-2 | 0-0 | 3-6 | 2-1 |
| Celta Vigo                                                 | 1-0 | 3-1 | 0-1 | 2-2 | 3-2 |     | 1-1 | 2-0 | 2-2 | 3-3 | 1-1 | 2-1 | 1-0 | 4-2 | 0-0 | 2-2 | 4-0 | 2-3 | 1-1 | 0-1 |
| Deportivo La Corogne                                       | 1-0 | 2-2 | 0-1 | 2-4 | 0-1 | 1-3 |     | 1-1 | 0-0 | 1-2 | 2-1 | 1-1 | 1-0 | 2-2 | 3-2 | 0-3 | 0-0 | 2-4 | 1-2 | 2-4 |
| SD Eibar                                                   | 0-1 | 0-1 | 0-1 | 0-2 | 5-0 | 0-4 | 0-0 |     | 3-1 | 4-1 | 0-1 | 1-0 | 1-0 | 2-2 | 1-1 | 1-2 | 5-1 | 0-0 | 2-1 | 1-0 |
| Espanyol Barcelone                                         | 0-0 | 1-1 | 1-0 | 1-1 | 1-0 | 2-1 | 4-1 | 0-1 |     | 0-1 | 1-0 | 1-1 | 0-1 | 0-0 | 4-1 | 1-0 | 0-3 | 2-1 | 0-2 | 1-1 |
| Girona FC                                                  | 2-3 | 2-0 | 2-2 | 0-3 | 0-1 | 1-0 | 2-0 | 1-4 | 0-2 |     | 1-0 | 6-0 | 3-0 | 1-1 | 1-0 | 2-1 | 0-1 | 1-1 | 0-1 | 1-2 |
| Getafe CF                                                  | 4-1 | 2-2 | 0-1 | 1-2 | 0-1 | 3-0 | 3-0 | 0-0 | 1-0 | 1-1 |     | 2-0 | 0-0 | 0-1 | 1-0 | 1-2 | 0-1 | 2-1 | 1-0 | 4-0 |
| Las Palmas                                                 | 0-4 | 1-0 | 1-5 | 1-1 | 1-0 | 2-5 | 1-3 | 1-2 | 2-2 | 1-2 | 0-1 |     | 0-2 | 0-2 | 1-0 | 0-3 | 1-2 | 0-1 | 2-1 | 0-2 |
| CD Leganés                                                 | 1-0 | 1-0 | 0-0 | 0-3 | 3-2 | 1-0 | 0-0 | 0-1 | 3-2 | 0-0 | 1-2 | 0-0 |     | 0-3 | 2-0 | 1-3 | 2-1 | 1-0 | 0-1 | 3-1 |
| Levante UD                                                 | 0-2 | 1-2 | 0-5 | 5-4 | 0-2 | 0-1 | 2-2 | 2-1 | 1-1 | 1-2 | 1-1 | 2-1 | 0-0 |     | 1-0 | 2-2 | 2-1 | 3-0 | 1-1 | 1-0 |
| Málaga CF                                                  | 0-3 | 3-3 | 0-1 | 0-2 | 0-2 | 2-1 | 3-2 | 0-1 | 0-1 | 0-0 | 0-1 | 1-3 | 0-2 | 0-0 |     | 1-2 | 0-1 | 2-0 | 1-2 | 1-0 |
| Real Madrid                                                | 4-0 | 1-1 | 1-1 | 0-3 | 0-1 | 6-0 | 7-1 | 3-0 | 2-0 | 6-3 | 3-1 | 3-0 | 2-1 | 1-1 | 3-2 |     | 5-0 | 5-2 | 2-2 | 0-1 |
| Séville FC                                                 | 1-0 | 2-0 | 2-5 | 2-2 | 3-5 | 2-1 | 2-0 | 3-0 | 1-1 | 1-0 | 1-1 | 1-0 | 2-1 | 0-0 | 2-0 | 3-2 |     | 1-0 | 0-2 | 2-2 |
| Real Sociedad                                              | 2-1 | 3-1 | 3-0 | 2-4 | 4-4 | 1-2 | 5-0 | 3-1 | 1-1 | 5-0 | 1-2 | 2-2 | 3-2 | 3-0 | 0-2 | 1-3 | 3-1 |     | 2-3 | 3-0 |
| Valence CF                                                 | 3-1 | 3-2 | 0-0 | 1-1 | 2-0 | 2-1 | 2-1 | 0-0 | 1-0 | 2-1 | 1-2 | 1-0 | 3-0 | 3-1 | 5-0 | 1-4 | 4-0 | 2-1 |     | 0-1 |
| Villarreal CF                                              | 1-2 | 1-3 | 2-1 | 0-2 | 3-1 | 4-1 | 1-1 | 3-0 | 0-0 | 0-2 | 1-0 | 4-0 | 2-1 | 2-1 | 2-0 | 2-2 | 2-3 | 4-2 | 1-0 |     |
| - Victoire à domicile - Match nul - Victoire à l'extérieur |     |     |     |     |     |     |     |     |     |     |     |     |     |     |     |     |     |     |     |     |

### Évolution du classement
| Journée →   | 1  | 2  | 3  | 4  | 5  | 6  | 7  | 8  | 9  | 10 | 11 | 12 | 13 | 14 | 15 | 16 | 17 | 18 | 19 | 20 | 21 | 22 | 23 | 24 | 25 | 26 | 27 | 28 | 29 | 30 | 31 | 32 | 33 | 34 | 35 | 36 | 37 | 38 | Journées en tête | Journées relégable |
| Équipe      |    |    |    |    |    |    |    |    |    |    |    |    |    |    |    |    |    |    |    |    |    |    |    |    |    |    |    |    |    |    |    |    |    |    |    |    |    |    |                  |                    |
| ----------- | -- | -- | -- | -- | -- | -- | -- | -- | -- | -- | -- | -- | -- | -- | -- | -- | -- | -- | -- | -- | -- | -- | -- | -- | -- | -- | -- | -- | -- | -- | -- | -- | -- | -- | -- | -- | -- | -- | ---------------- | ------------------ |
| Barcelone   | 2  | 2  | 1  | 1  | 1  | 1  | 1  | 1  | 1  | 1  | 1  | 1  | 1  | 1  | 1  | 1  | 1  | 1  | 1  | 1  | 1  | 1  | 1  | 1  | 1  | 1  | 1  | 1  | 1  | 1  | 1  | 1  | 1  | 1  | 1  | 1  | 1  | 1  | 36               | 0                  |
| At. Madrid  | 8  | 4  | 6  | 5  | 3  | 2  | 4  | 4  | 4  | 4  | 4  | 4  | 3  | 3  | 3  | 2  | 2  | 2  | 2  | 2  | 2  | 2  | 2  | 2  | 2  | 2  | 2  | 2  | 2  | 2  | 2  | 2  | 2  | 2  | 2  | 2  | 2  | 2  | 0                | 0                  |
| R. Madrid   | 1  | 5  | 7  | 4  | 8  | 6  | 5  | 3  | 3  | 3  | 3  | 3  | 4  | 4  | 4  | 4  | 4  | 4  | 4  | 4  | 4  | 4  | 4  | 4  | 3  | 3  | 3  | 3  | 3  | 3  | 4  | 3  | 3  | 3  | 3  | 3  | 3  | 3  | 1                | 0                  |
| Valence     | 7  | 8  | 9  | 9  | 4  | 4  | 3  | 2  | 2  | 2  | 2  | 2  | 2  | 2  | 2  | 3  | 3  | 3  | 3  | 3  | 3  | 3  | 3  | 3  | 4  | 4  | 4  | 4  | 4  | 4  | 3  | 4  | 4  | 4  | 4  | 4  | 4  | 4  | 0                | 0                  |
| Villarreal  | 18 | 19 | 13 | 7  | 9  | 14 | 9  | 8  | 6  | 6  | 5  | 6  | 6  | 6  | 6  | 6  | 6  | 6  | 5  | 5  | 5  | 5  | 5  | 6  | 5  | 6  | 6  | 6  | 5  | 5  | 6  | 6  | 6  | 6  | 6  | 6  | 5  | 5  | 0                | 2                  |
| Betis       | 19 | 12 | 15 | 12 | 7  | 5  | 6  | 9  | 7  | 8  | 8  | 9  | 8  | 11 | 12 | 8  | 14 | 10 | 7  | 11 | 13 | 10 | 8  | 9  | 7  | 9  | 10 | 8  | 8  | 6  | 5  | 5  | 5  | 5  | 5  | 5  | 6  | 6  | 0                | 1                  |
| Séville     | 11 | 9  | 3  | 2  | 2  | 3  | 2  | 5  | 8  | 5  | 6  | 5  | 5  | 5  | 5  | 5  | 5  | 5  | 6  | 6  | 6  | 6  | 6  | 5  | 6  | 5  | 5  | 5  | 6  | 7  | 7  | 7  | 7  | 7  | 8  | 7  | 7  | 7  | 0                | 0                  |
| Getafe      | 13 | 14 | 10 | 14 | 14 | 10 | 12 | 14 | 14 | 11 | 12 | 10 | 12 | 8  | 7  | 10 | 8  | 11 | 9  | 9  | 9  | 11 | 11 | 11 | 11 | 10 | 11 | 11 | 9  | 11 | 11 | 10 | 9  | 8  | 7  | 8  | 8  | 8  | 0                | 0                  |
| Eibar       | 4  | 11 | 16 | 13 | 13 | 16 | 18 | 16 | 17 | 17 | 17 | 17 | 15 | 13 | 13 | 9  | 7  | 7  | 8  | 8  | 8  | 7  | 7  | 7  | 9  | 7  | 8  | 9  | 11 | 10 | 10 | 12 | 12 | 12 | 12 | 10 | 9  | 9  | 0                | 1                  |
| Girona      | 9  | 6  | 11 | 15 | 15 | 17 | 16 | 17 | 15 | 13 | 10 | 11 | 10 | 12 | 9  | 7  | 10 | 13 | 10 | 10 | 10 | 9  | 10 | 8  | 10 | 8  | 7  | 7  | 7  | 8  | 8  | 8  | 8  | 9  | 9  | 9  | 11 | 10 | 0                | 0                  |
| Espanyol    | 10 | 13 | 18 | 18 | 16 | 12 | 14 | 13 | 13 | 10 | 13 | 14 | 13 | 15 | 16 | 16 | 15 | 14 | 14 | 14 | 14 | 15 | 15 | 16 | 15 | 13 | 15 | 13 | 14 | 14 | 15 | 16 | 16 | 16 | 15 | 15 | 14 | 11 | 0                | 2                  |
| R. Sociedad | 3  | 1  | 2  | 3  | 6  | 8  | 8  | 7  | 9  | 9  | 7  | 7  | 7  | 9  | 10 | 11 | 9  | 12 | 15 | 15 | 15 | 14 | 14 | 12 | 14 | 15 | 12 | 14 | 15 | 15 | 13 | 11 | 11 | 11 | 10 | 11 | 10 | 12 | 1                | 0                  |
| C. Vigo     | 14 | 16 | 12 | 16 | 17 | 13 | 11 | 10 | 10 | 14 | 11 | 13 | 9  | 10 | 11 | 13 | 11 | 15 | 11 | 7  | 7  | 8  | 9  | 10 | 8  | 11 | 9  | 10 | 10 | 9  | 9  | 9  | 10 | 10 | 11 | 12 | 13 | 13 | 0                | 0                  |
| Alavés      | 15 | 18 | 20 | 20 | 19 | 20 | 19 | 19 | 19 | 20 | 18 | 19 | 20 | 19 | 18 | 18 | 17 | 18 | 17 | 16 | 17 | 16 | 16 | 15 | 16 | 14 | 16 | 16 | 16 | 16 | 16 | 15 | 15 | 13 | 13 | 13 | 12 | 14 | 0                | 16                 |
| Levante     | 6  | 7  | 8  | 8  | 5  | 9  | 10 | 12 | 12 | 12 | 14 | 12 | 14 | 14 | 15 | 15 | 16 | 16 | 16 | 17 | 16 | 17 | 17 | 17 | 17 | 17 | 17 | 17 | 17 | 17 | 17 | 17 | 17 | 17 | 17 | 16 | 15 | 15 | 0                | 0                  |
| Ath. Bilbao | 12 | 10 | 4  | 6  | 10 | 11 | 13 | 11 | 11 | 15 | 15 | 15 | 16 | 16 | 14 | 14 | 12 | 8  | 12 | 12 | 12 | 13 | 13 | 14 | 12 | 12 | 14 | 12 | 13 | 12 | 12 | 13 | 13 | 14 | 14 | 14 | 16 | 16 | 0                | 0                  |
| Leganés     | 5  | 3  | 5  | 10 | 11 | 7  | 7  | 6  | 5  | 7  | 9  | 8  | 11 | 7  | 8  | 12 | 13 | 9  | 13 | 13 | 11 | 12 | 12 | 13 | 13 | 16 | 13 | 15 | 12 | 13 | 14 | 14 | 14 | 15 | 16 | 17 | 17 | 17 | 0                | 0                  |
| La Corogne  | 20 | 15 | 17 | 17 | 18 | 18 | 15 | 15 | 16 | 16 | 16 | 16 | 17 | 17 | 17 | 17 | 18 | 17 | 18 | 18 | 18 | 18 | 18 | 19 | 19 | 19 | 19 | 19 | 19 | 19 | 18 | 18 | 18 | 18 | 18 | 18 | 18 | 18 | 0                | 24                 |
| L. Palmas   | 16 | 20 | 14 | 11 | 12 | 15 | 17 | 18 | 18 | 18 | 19 | 20 | 19 | 18 | 20 | 20 | 20 | 20 | 20 | 19 | 19 | 19 | 19 | 18 | 18 | 18 | 18 | 18 | 18 | 18 | 19 | 19 | 19 | 19 | 19 | 19 | 19 | 19 | 0                | 32                 |
| Málaga      | 17 | 17 | 19 | 19 | 20 | 19 | 20 | 20 | 20 | 19 | 20 | 18 | 18 | 20 | 19 | 19 | 19 | 19 | 19 | 20 | 20 | 20 | 20 | 20 | 20 | 20 | 20 | 20 | 20 | 20 | 20 | 20 | 20 | 20 | 20 | 20 | 20 | 20 | 0                | 36                 |

Source :  Sur LaLiga.es
En gras et italique, équipes comptant un match en retard :
1. 1 2 3 4 5 6 7 8  Du fait de la finale de Coupe du Roi entre le Séville FC et le FC Barcelone, les matchs Barcelone - Villarreal et Séville - Real Madrid comptant pour la 34e journée sont joués entre les 36e et 37e journées. Entre-temps, les deux clubs comptent donc un match de retard.
2. 1 2 3 4 5 6 7 8 9 10 11 12 13 14 15 16 17 18  Du fait de l'engagement du Real Madrid en Coupe du monde des clubs, le match de la 16e journée entre Leganés et le Real Madrid est reporté au 21 février 2018, entre les 24e et 25e journées. Entre-temps, les deux clubs comptent donc un match de retard.

## Statistiques

### Buts marqués par journée
Ce graphique représente le nombre de buts marqués lors de chaque journée.
* indique que tous les matches de la journée n'ont pas encore été disputés.

### Meilleurs buteurs
Le Trophée Pichichi récompense le meilleur buteur de la saison, tandis que le Trophée Zarra est décerné au meilleur buteur espagnol de la saison.
| Rang | Joueur            | Club               | Buts |
| ---- | ----------------- | ------------------ | ---- |
| 1    | Lionel Messi      | FC Barcelone       | 34   |
| 2    | Cristiano Ronaldo | Real Madrid        | 26   |
| 3    | Luis Suárez       | FC Barcelone       | 25   |
| 4    | Iago Aspas        | Celta Vigo         | 22   |
| 5    | Christian Stuani  | Girona FC          | 21   |
| 6    | Antoine Griezmann | Atlético de Madrid | 20   |
| 7    | Maxi Gómez        | Celta Vigo         | 17   |
| 8    | Gerard Moreno     | RCD Espanyol       | 16   |
| 8    | Gareth Bale       | Real Madrid        | 16   |
| 8    | Rodrigo           | Valence CF         | 16   |

### Meilleurs passeurs
| Rang | Joueur            | Club               | Passes |
| ---- | ----------------- | ------------------ | ------ |
| 1    | Pablo Fornals     | Villarreal CF      | 12     |
| 1    | Lionel Messi      | FC Barcelone       | 12     |
| 1    | Luis Suárez       | FC Barcelone       | 12     |
| 4    | Karim Benzema     | Real Madrid        | 10     |
| 5    | Pione Sisto       | Celta Vigo         | 9      |
| 5    | Daniel Wass       | Celta Vigo         | 9      |
| 5    | Gonçalo Guedes    | Valence CF         | 9      |
| 5    | Antoine Griezmann | Atlético de Madrid | 9      |
| 9    | Andrés Guardado   | Betis Séville      | 8      |
| 9    | José Ángel        | SD Eibar           | 8      |

### Meilleurs gardiens
Le Trophée Zamora est décerné au gardien de but dont le ratio buts encaissés par match joué est le plus faible.
| Pos | Joueur                | Club               | Buts | Matchs | Ratio |
| --- | --------------------- | ------------------ | ---- | ------ | ----- |
| 1   | Jan Oblak             | Atlético de Madrid | 22   | 37     | 0,59  |
| 2   | Marc-André ter Stegen | FC Barcelone       | 28   | 37     | 0,76  |
| 3   | Vicente Guaita        | Getafe CF          | 26   | 33     | 0,79  |
| 4   | Neto                  | Valence CF         | 33   | 33     | 1,00  |
| 5   | Pau López             | Espanyol Barcelone | 31   | 28     | 1,11  |

### Récompenses mensuelles
Les Prix LFP sont des récompenses officielles mensuelles décernées par la LFP aux meilleur joueur et meilleur entraîneur du mois en Liga Santander.
| Mois      | Joueur du mois    | Joueur du mois     |
| Mois      | Joueur            | Club               |
| --------- | ----------------- | ------------------ |
| Septembre | Simone Zaza       | Valence CF         |
| Octobre   | Cédric Bakambu    | Villarreal CF      |
| Novembre  | Iago Aspas        | Celta Vigo         |
| Décembre  | Luis Suarez       | FC Barcelone       |
| Janvier   | Aritz Aduriz      | Athletic Bilbao    |
| Février   | Antoine Griezmann | Atlético de Madrid |
| Mars      | Rodrigo           | Valence CF         |
| Avril     | Lionel Messi      | FC Barcelone       |

### Affluences par journée
Ce graphique représente le nombre de spectateurs lors de chaque journée.

### Autres statistiques
- Premier but de la saison :  Gabriel   24e pour le CD Leganés contre Deportivo Alavés (1-0), le 18 août 2017.
- Premier but contre son camp :  Alin Toșca  36e (csc) pour Real Betis en faveur de FC Barcelone (2-0), le 20 août 2017.
- Premier penalty :  Willian José   88e (pen.) pour la Real Sociedad contre le Celta Vigo (2-3), le 19 août 2017.
- Premier coup franc direct :
- Premier doublé :  Maxi Gómez   22e   50e pour le Celta Vigo contre la Real Sociedad (2-3), le 19 août 2017.
- Premier triplé :  Lionel Messi   26e   35e   67e pour le FC Barcelone contre le Espanyol Barcelone (5-0), le 9 septembre 2017.
- Premier quadruplé :  Lionel Messi   20e   59e   62e   87e pour le FC Barcelone contre le SD Eibar (6-1), le 19 septembre 2017.
- But le plus rapide d'une rencontre :
- But le plus tardif d'une rencontre :
- Champion d'hiver : FC Barcelone
- Champion : FC Barcelone
- Meilleure attaque : FC Barcelone
- Pire attaque :
- Meilleure défense :
- Pire défense :
- Meilleure différence de buts :
- Pire différence de buts :
- Journée de championnat la plus riche en buts :
- Journée de championnat la plus pauvre en buts :
- Plus grande marge de buts dans une rencontre : 6 buts
  - Girona FC 6-0 Las Palmas, le 13 janvier 2018.
  - Real Madrid 7-1 La Corogne, le 21 janvier 2018.
- Plus grand nombre de buts dans une rencontre : 9 buts
  - Real Betis 3-6 Valence CF, le 15 octobre 2017.
  - Real Madrid 6-3 Girona FC, le 18 mars 2018.
  - Levante UD 5-4 FC Barcelone, le 13 mai 2018.
- Plus grand nombre de buts en une mi-temps : 7 buts
  - 2e mi-temps de Real Betis-Valence CF (0-2, 3-6), le 15 octobre 2017.
  - 2e mi-temps de Real Madrid-Girona FC (1-1, 6-3), le 18 mars 2018.
- Plus grand nombre de buts dans une rencontre par un joueur : 4 buts
  -  Lionel Messi   20e   59e   62e   87e pour le FC Barcelone contre le SD Eibar (6-1), le 19 septembre 2017
  -  Antoine Griezmann   26e   35e   56e   67e pour le Atlético de Madrid contre le Leganes (4-0), le 28 février 2018.
  -  Cristiano Ronaldo   11e   47e   64e   90+1e pour le Real Madrid contre le Girona FC (6-3), le 18 mars 2018.

## Parcours en coupes d'Europe
Le parcours des clubs espagnols en coupes d'Europe est important puisqu'il détermine le coefficient UEFA, et donc le nombre de clubs espagnols présents en coupes d'Europe les années suivantes.

### Parcours européen des clubs
| Real Madrid T      | Ligue des champions  | Vainqueur          | Liverpool FC           |
| FC Barcelone       | Ligue des champions  | Quart de finale    | AS Roma                |
| Séville FC         | Ligue des champions  | Quart de finale    | Bayern Munich          |
| Atlético de Madrid | Ligue des champions  | Phase de groupes   | Chelsea                |
| Atlético de Madrid | Ligue Europa         | Vainqueur          | Olympique de Marseille |
| Athletic Bilbao    | Ligue Europa         | Huitième de finale | Olympique de Marseille |
| Villarreal CF      | Ligue Europa         | Seizième de finale | Olympique lyonnais     |
| Real Sociedad      | Ligue Europa         | Seizième de finale | RB Salzbourg           |
| Real Madrid T      | Supercoupe de l'UEFA | Vainqueur          | Manchester United      |

### Coefficient UEFA du championnat espagnol
Le classement UEFA de la fin de saison 2017-2018 permet d'établir la répartition et le nombre d'équipes pour les coupes d'Europe de la saison 2019-2020.
| Rang 2018 | Rang 2017 | Évolution | Ligue      | 2013-2014 | 2014-2015 | 2015-2016 | 2016-2017 | 2017-2018 | Coefficient | Places en Ligue des champions | Places en Ligue des champions | Places en Ligue des champions | Places en Ligue Europa | Places en Ligue Europa | Places en Ligue Europa | Places en Ligue Europa |
| Rang 2018 | Rang 2017 | Évolution | Ligue      | 2013-2014 | 2014-2015 | 2015-2016 | 2016-2017 | 2017-2018 | Coefficient | PG                            | TB                            | T3                            | PG                     | TB                     | T3                     | T2                     |
| --------- | --------- | --------- | ---------- | --------- | --------- | --------- | --------- | --------- | ----------- | ----------------------------- | ----------------------------- | ----------------------------- | ---------------------- | ---------------------- | ---------------------- | ---------------------- |
| 1         | 1         | =         | Espagne    | 23,000    | 20,214    | 23,928    | 20,142    | 19,142    | 106,426     | 3                             | 1                             | -                             | 2                      | -                      | 1                      | -                      |
| 2         | 3         | +1        | Angleterre | 16,785    | 13,571    | 14,250    | 14,928    | 20,071    | 79,605      | 3                             | 1                             | -                             | 2                      | -                      | 1                      | -                      |
| 3         | 4         | +1        | Italie     | 14,166    | 19,000    | 11,500    | 14,250    | 17,333    | 76,249      | 3                             | 1                             | -                             | 2                      | -                      | 1                      | -                      |

### Coefficient UEFA des clubs engagés en Coupe d'Europe
- Ligue des champions 2017-2018
- Ligue Europa 2017-2018

| Rang 2017 | Rang 2018 | Évolution | Club               | 2013-2014 | 2014-2015 | 2015-2016 | 2016-2017 | 2017-2018 | Coefficient UEFA |
| --------- | --------- | --------- | ------------------ | --------- | --------- | --------- | --------- | --------- | ---------------- |
| 1         | 1         | =         | Real Madrid        | 35,00     | 29,00     | 33,00     | 33,00     | 28,00     | 158,000          |
| 4         | 2         | +2        | Atlético de Madrid | 33,00     | 22,00     | 28,00     | 29,00     | 23,00     | 135,000          |
| 3         | 4         | -1        | FC Barcelone       | 24,00     | 34,00     | 26,00     | 23,00     | 25,00     | 132,000          |
| 8         | 6         | +2        | Séville FC         | 22,00     | 28,00     | 23,00     | 19,00     | 21,00     | 113,000          |
| 27        | 32        | -5        | Villarreal CF      | –         | 12,00     | 23,00     | 9,00      | 8,00      | 52,000           |
| 30        | 34        | -4        | Athletic Bilbao    | –         | 10,00     | 17,00     | 9,00      | 10,00     | 46,000           |
| 79        | 70        | +9        | Real Sociedad      | 5,00      | 1,50      | –         | –         | 9,00      | 15,500           |